# Terre promise (religion)
Pour les articles homonymes, voir Terre promise (homonymie).

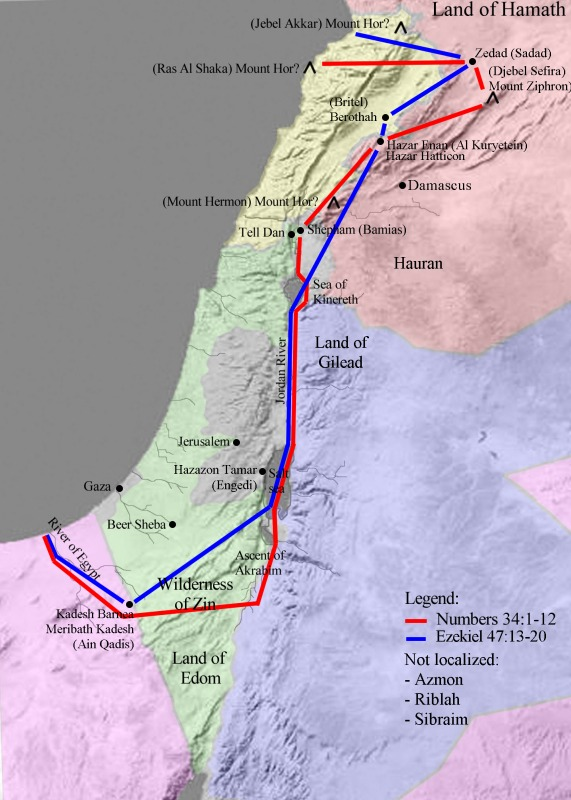
Terre promise aux enfants d'Israël, selon Nombres 34 et Ezekiel 47.

La Terre promise (hé. הארץ המובטחת, translit.: ha'aretz hamuvtakhat) représente ce que dès la Genèse, la Torah ou Bible hébraïque désigne sous le nom de « Terre d'Israël » dans le pays de Canaan - « pays où coulent le lait et le miel » - qui, selon les textes, fut promise par Dieu au patriarche hébreu Abraham et à sa descendance par Isaac et Jacob, comme une promesse de vie.
Cette expression est utilisée par les Juifs puis également par les chrétiens au cours de l’histoire.

## Textes bibliques
Sans figurer littéralement dans les textes bibliques, l'expression est fortement suggérée par plusieurs passages en Genèse, Exode, Deutéronome, Nombre, Josué, Ezéchiel, notamment,, :   
- Promesse faite à Abraham[5]

« Ce jour-là, l’Éternel conclut avec Abram une Alliance, en disant : "J’ai octroyé à ta race ce territoire, depuis le torrent d’Égypte jusqu’au grand fleuve, le fleuve d’Euphrate..." » - Genèse 15:18
« Et Je donnerai à toi et à ta postérité la terre de tes pérégrinations, toute la terre de Canaan, comme possession indéfinie » - Genèse 17:8 
- Promesse faite à Isaac

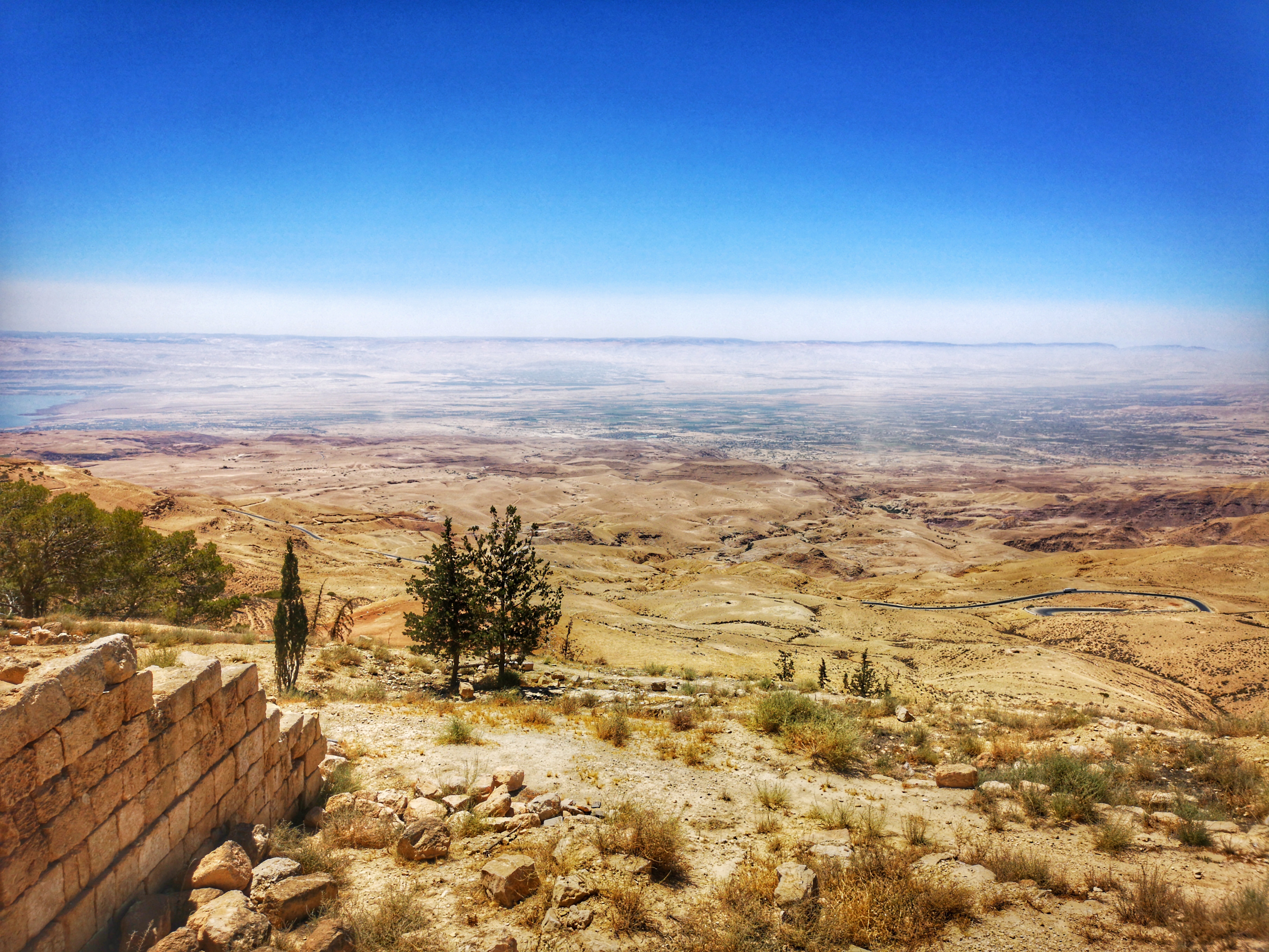
Vue de la région de la mer Morte et de Jéricho depuis le mont Nebo, telle que Moïse l'aurait aperçue, selon la tradition biblique.

« Le Seigneur apparut ⟨à Isaac⟩ et dit : ... à toi et à ta postérité, Je donnerai toutes ces provinces, accomplissant ainsi le serment que J'ai fait à ton père Abraham » - Genèse 26:2-3
- Confirmation de la promesse à Jacob

« Et Dieu dit ⟨à Jacob-Israël⟩ : "... Et le pays que J'ai accordé à Abraham et à Isaac, Je te l'accorde et à ta postérité après toi Je donnerai ce pays." » - Genèse 35:12

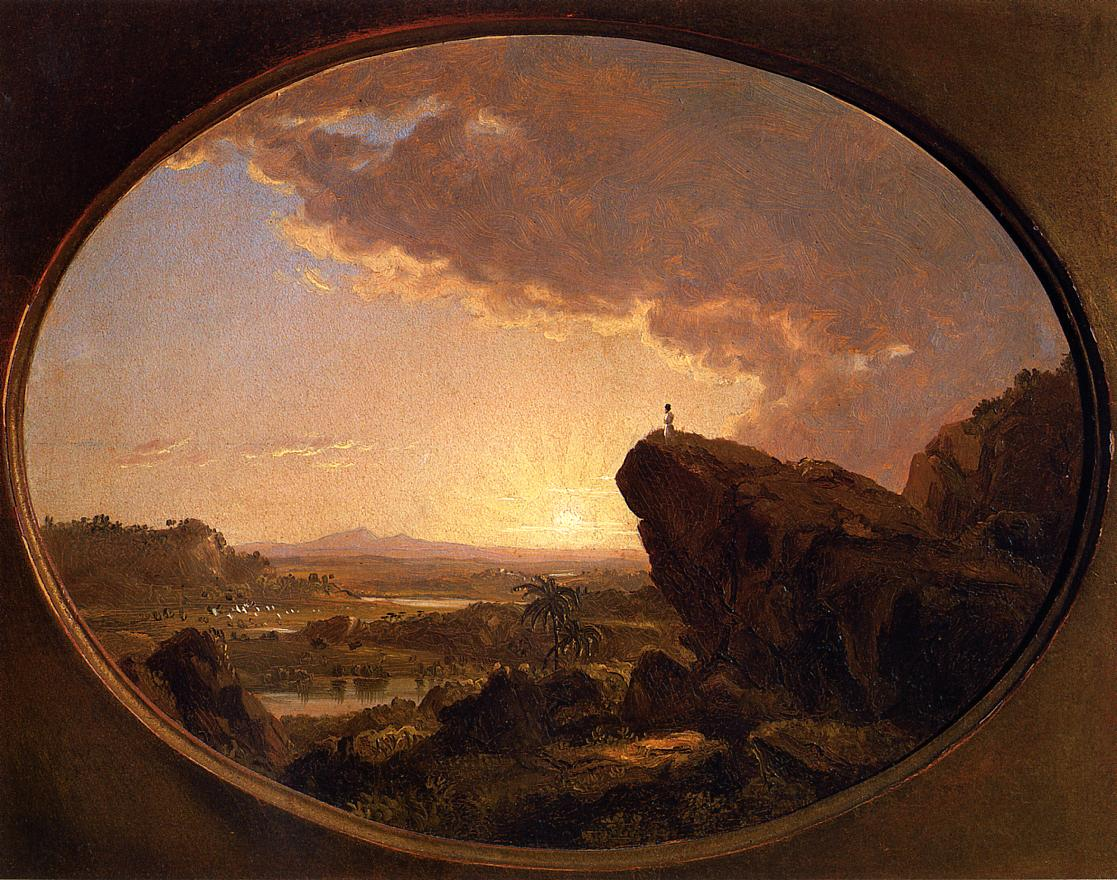
Moïse apercevant la Terre promise, F. E. Church, 1846

- Rappel de la promesse et ordre donné à Moïse

« L'Éternel dit à Moïse: "Va, pars d'ici avec le peuple... et allez au pays que J'ai promis par serment à Abraham, à Isaac et à Jacob, disant : Je le donnerai à votre postérité".» - Exode, 33:1
- Rappel de la promesse et ordres donnés à Josué

« le pays que l'Éternel, ton Dieu, te donne en possession » -  Deutéronome 21:1
« tu ne dois pas souiller ton pays, que l'Éternel, ton Dieu, te donne en héritage » - Deutéronome 21:23
« Et l'Éternel donna ses ordres à Josué, fils de Noun, et lui dit : "... c'est toi qui introduiras les Israélites dans la terre que Je leur ai promise, et Moi Je t'assisterai." » - Deutéronome 31, 23

« Sois ferme et vaillant ! Car c'est toi qui vas mettre ce peuple en possession du pays que J'ai juré à ses ancêtres de lui donner » - Josué 1:6
- Rappel et ordre donnés aux enfants d'Israël

« Vous conquerrez ainsi le pays et vous vous y établirez ; car c'est à vous que Je le donne à titre de possession » - Nombres, 33, 53
« Et vous saurez que Je suis l’Éternel, quand Je vous aurai menés au pays d'Israël, sur la terre que J'ai juré de donner à vos pères » - Ézéchiel 20:42

« Vous en hériterez l'un à l'égal de l'autre, car J'ai juré de le donner à vos pères, et ce pays va vous échoir en partage » - Ézéchiel 47:14
Ainsi, la terre est donnée en promesse en de multiples passages des livres de la Bible mais reste à conquérir avec l'aide de Dieu.

## Illustrations

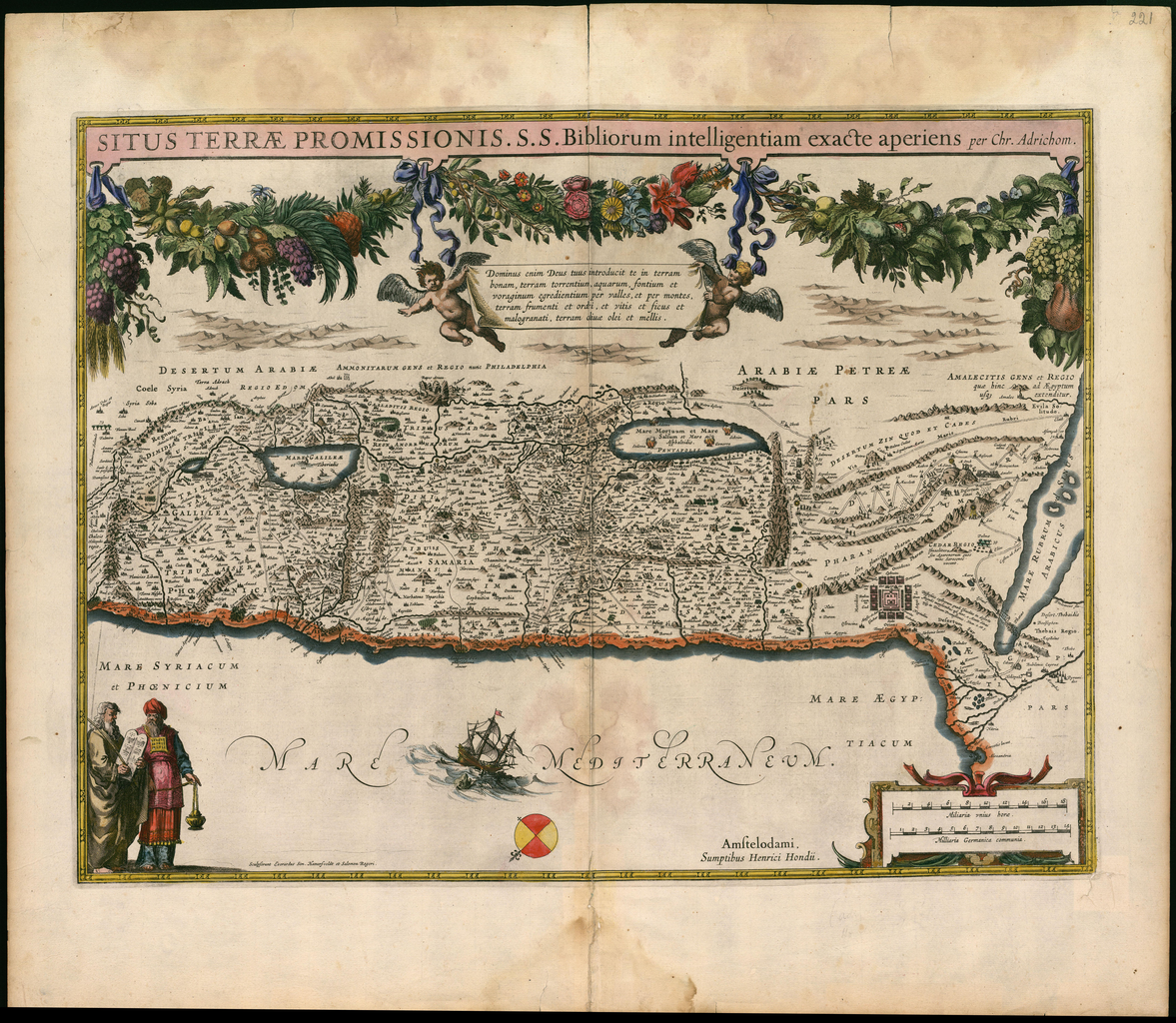
Situs Terrae Promissionis (« Position de la Terre promise »), (de) C. Kruik van Adrichem / Henricus Hondius II (1633)
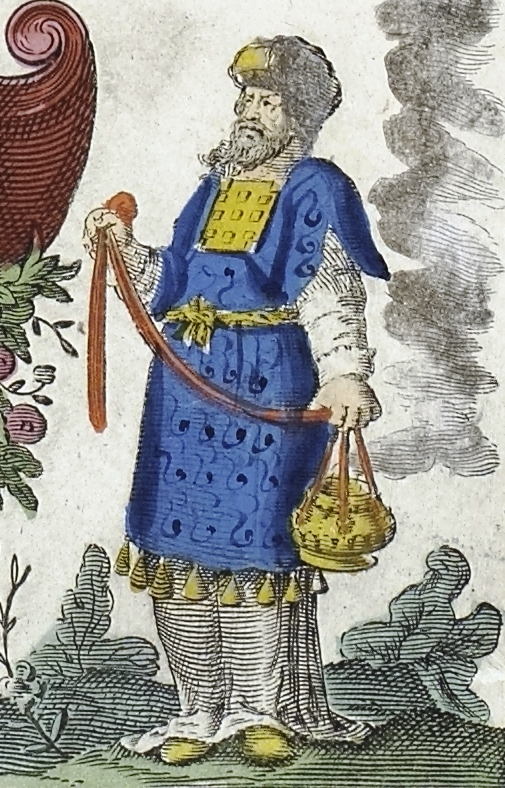
« Grands prêtres d'Israël », Terre sainte de la Terre sacrée de la Promesse qui était autrefois la Palestine (1648-1664)
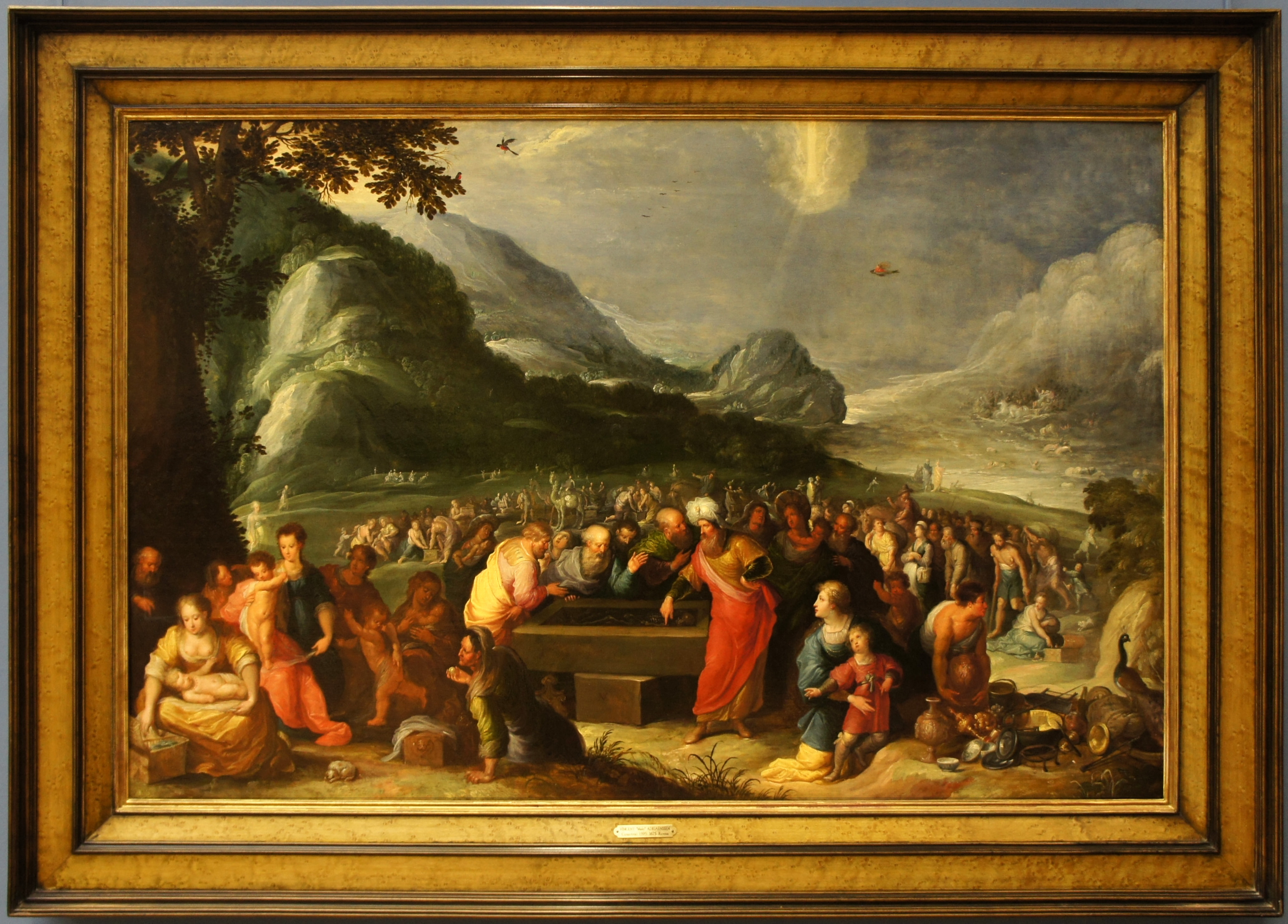
Moïse conduisant les Israélites en Terre promise, V. Adriaenssen (XVIIe s.)
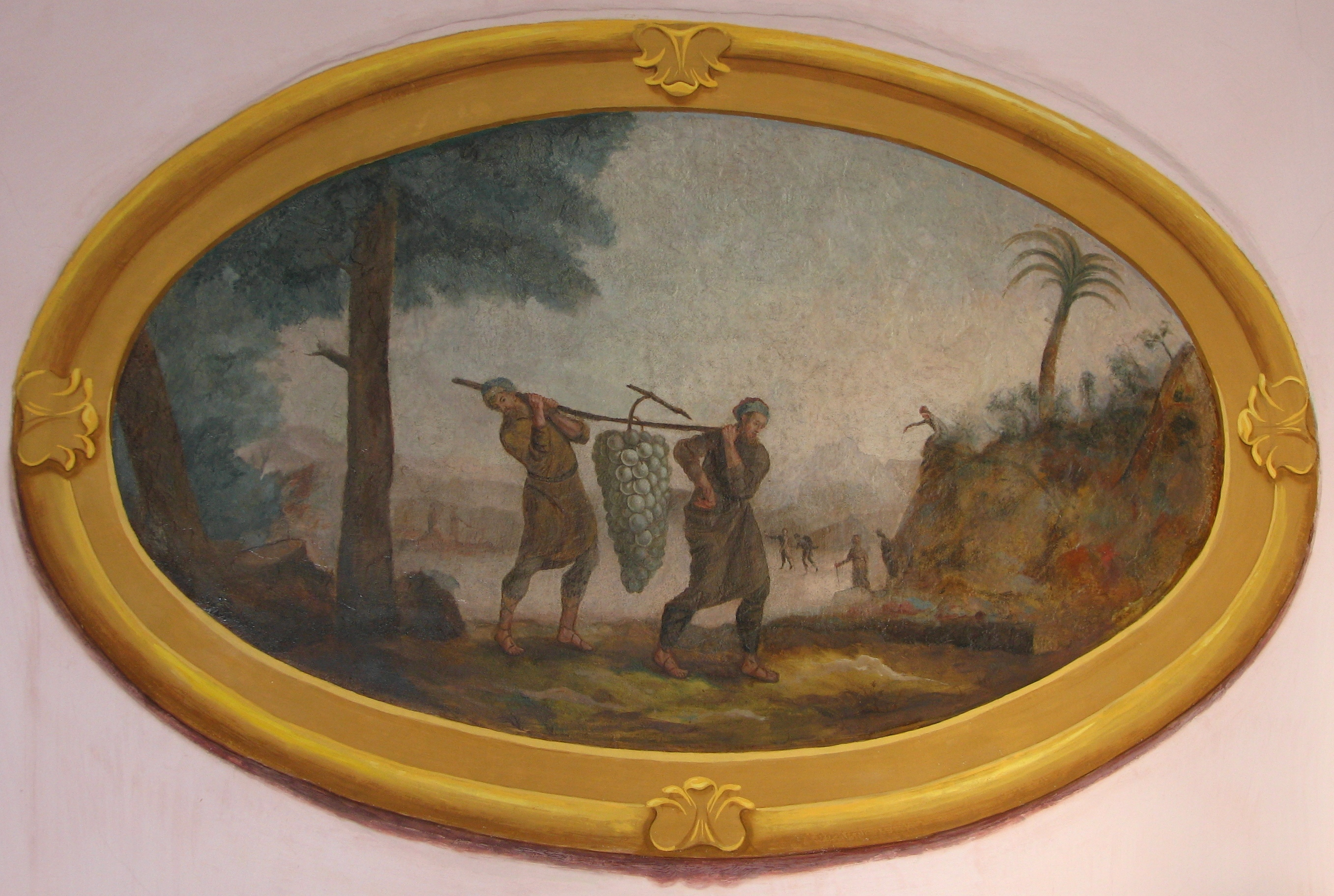
Fresque de la Terre promise, Hajdudorog (Hongrie) (XVIIIe s.)
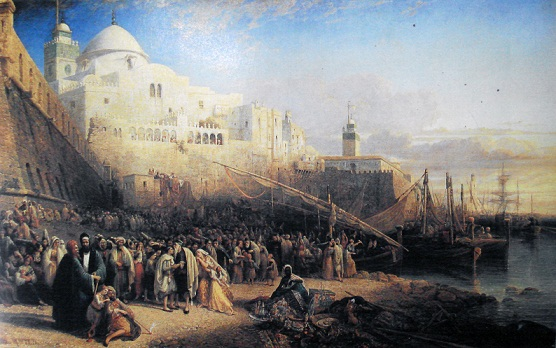
Le Départ des Israélites pour la Terre promise (scène algérienne), W. Wyld (1841)
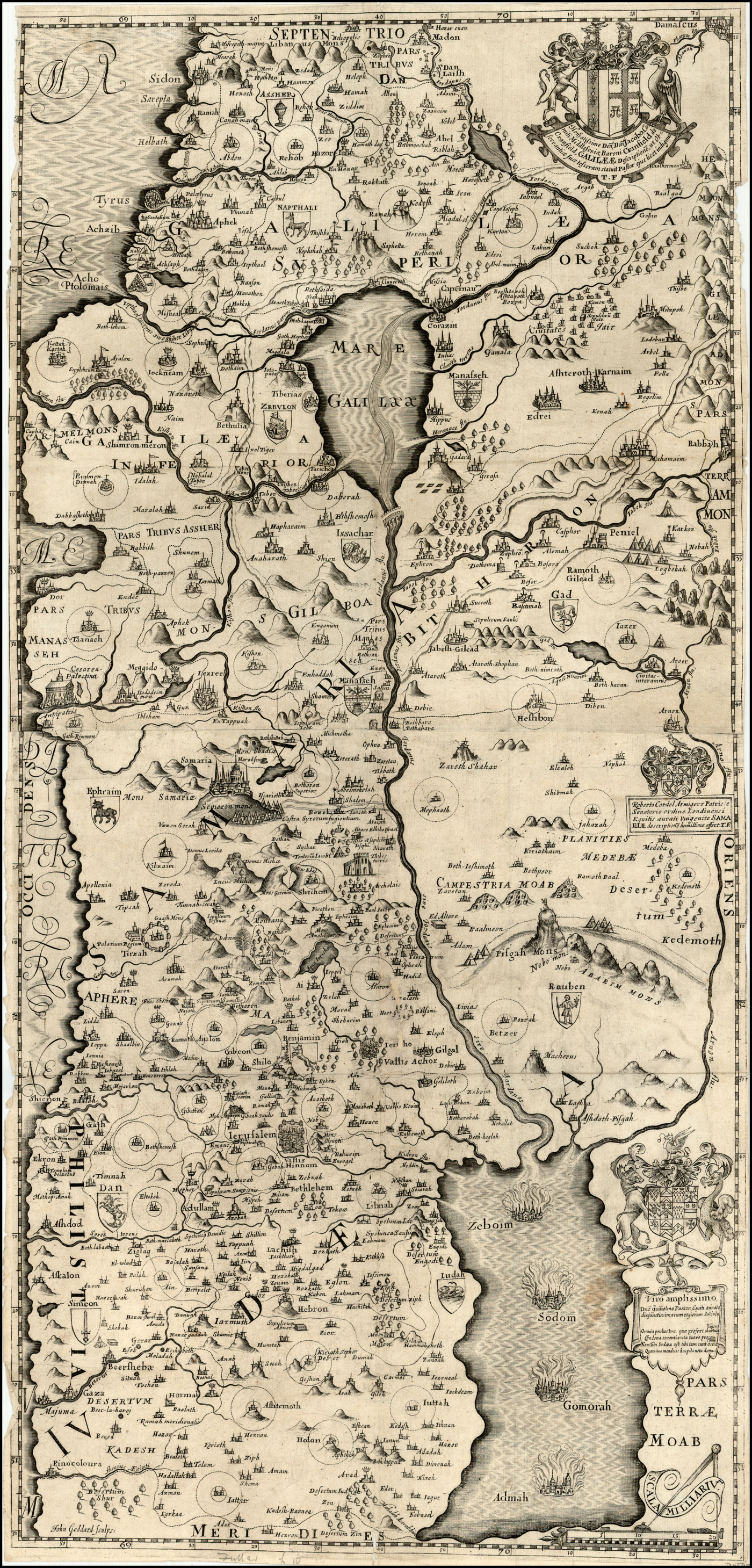
Terre de Canaan (1869)
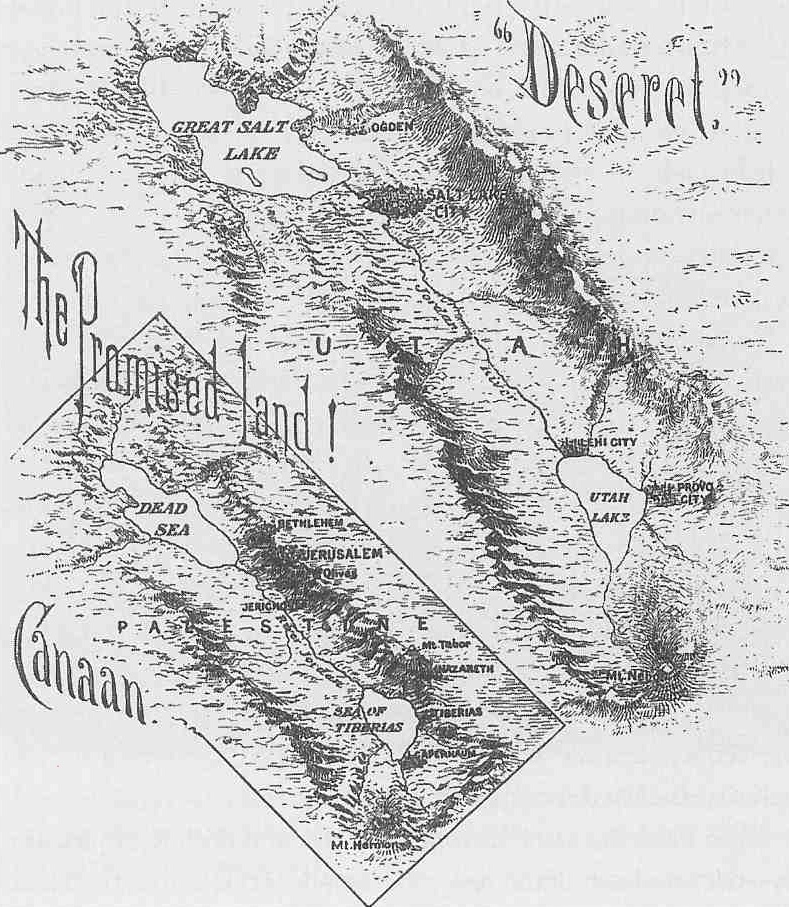
Terre promise ! en Canaan, brochure pour pèlerins et touristes (1891)
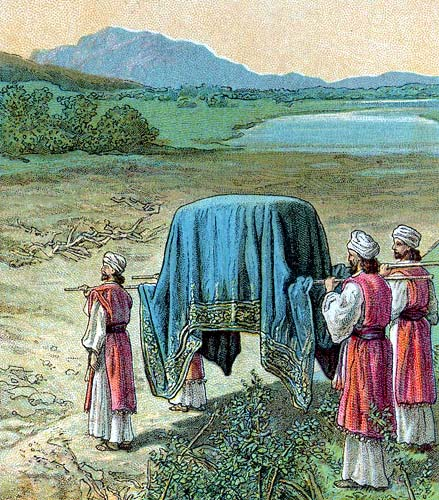
« Israël entre en Terre promise », illustration d'une Bible par (en) the Providence Lithograph Company (1896-1913)

## Judaïsme

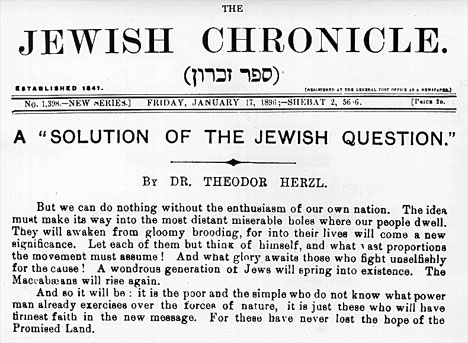
Article de T. Herzl dans le Jewish Chronicle où il évoque la Terre promise pour tenter de résoudre la « question juive » (17 janvier 1896)

Pour les Juifs, à travers l'histoire et dans les contextes modernes, le concept spirituel de « Terre promise » envoie à l'idée de restauration de la patrie des enfants d'Israël vivant en Palestine et en diaspora, soit la restauration du salut, de l'indépendance et de la liberté ; c'est une image d'espoir enracinée dans la culture et la religion juives.
Selon le philosophe Menachem Lorberbaum, la littérature rabbinique a non seulement sanctifié le territoire mais a également établi une continuité symbolique qui a lié les communautés juives contemporaines à leurs ancêtres à l’époque biblique. 
Selon la loi religieuse juive (Halakha), une vingtaine de commandements ne s'appliquent qu'aux Juifs vivant en Terre promise, c'est-à-dire en Terre d'Israël et dans certaines régions issues de l'Israël biblique (actuellement, pays limitrophes) et liés à cette terre. 
À la fin du XIXe siècle, ce concept de « Terre promise » s'incarne dans le sionisme inspiré par Théodore Herzl, permettant d'accomplir la promesse divine. Ce lien spirituel fort, invoqué notamment dans la Déclaration d’indépendance de l’État d’Israël, la rattache toujours à cette terre.

### Limites géographiques
Les textes bibliques mentionnés ci dessous, datant de milliers d'années avant notre ère, sont sujets à controverse à cause des différentes interprétations, notamment dans le contexte de conflit territorial contemporain avec les Arabes.
Dans Gen 15:18-21, la frontière de la Terre promise est désignée en termes de territoire de divers peuples antiques : 
« Ce jour-là, l’Éternel conclut avec Abraham un pacte, en disant : "J’ai octroyé à ta race ce territoire, depuis le torrent d’Égypte jusqu’au grand fleuve, le fleuve d’Euphrate :  le pays des Qénites, des Qenizzéens, des Qadmonéens, des Hittites, des Phérézéens, les Rephaïm, des Amorrites, des Cananéens, des Ghirgachéens et des Jébuséens" »
Ce verset décrit ce que l'on appelle les « frontières du pays » ((he)Gevulot Ha-aretz). Dans la tradition juive, elles définissent l'étendue maximale de la Terre promise aux descendants d'Abraham par son fils Isaac et petit-fils Jacob.
En Gen 28:13-14, la promesse confirmée à Jacob, dans le songe de l’Échelle, désigne un territoire aux frontières floues : « Je suis l'Éternel, le Dieu d'Abraham ton père et d'Isaac ; cette terre sur laquelle tu te couches, Je te la donne à toi et à ta postérité. Elle sera, ta postérité, comme la poussière de la terre ; et tu déborderas au couchant et au levant, au nord et au midi ».
D'autres frontières géographiques plus précises sont données dans le Livre de l'Exode 23:31 : « Je fixerai tes limites depuis la Mer des Joncs jusqu'à la Mer des Philistins et depuis le Désert jusqu'au Fleuve ; car Je livrerai en ta main les habitants de cette contrée et tu les chasseras de devant toi ». Le territoire est ici marqué par la « Mer des Joncs », c'est-à-dire la mer Rouge, par la « Mer des Philistins », c'est-à-dire la Méditerranée et par le « Fleuve », c'est-à-dire l'Euphrate.
La promesse est accomplie dans le livre biblique de Josué lorsque les Israélites traversent le Jourdain pour se rendre dans la terre promise pour la première fois.
La terre réelle contrôlée par les Israélites a fluctué considérablement au fil du temps et souvent, elle se trouvait sous le contrôle de différents empires,. Cependant, selon la tradition juive, même lorsqu'elle n'est pas sous occupation juive, la terre ne perd pas son statut de Terre promise aux Juifs.
Le livre des Nombres (Nb 34) indique le partage et les limites des terres attribuées aux héritiers de chacune des douze tribus israélites par Dieu.
Dans le livre d’Ézéchiel (Ez 47:13-23 ; 48), les délimitations sont redéfinies (aux Nord, Est, Sud, Midi, Ouest) pour les terres attribuées en héritage aux tribus d'Israël et aux étrangers séjournant parmi elles : « Ainsi parle le Seigneur Dieu : Voici la délimitation du pays que vous attribuerez en héritage aux douze tribus d'Israël... Vous partagerez ce pays entre vous, selon les tribus d'Israël. Et vous aurez à l'attribuer en héritage à vous et aux étrangers séjournant parmi vous, qui auront engendré des enfants parmi vous. Ils seront pour vous- comme l'indigène parmi les enfants d'Israël ; avec vous ils participeront à l'héritage au milieu des tribus d'Israël. Et ce sera dans la tribu même où l'étranger sera domicilié que vous lui donnerez sa part d'héritage, dit le Seigneur Dieu ».
Selon le chercheur en géographie historique (he) Haïm Bar-Droma, toutes les descriptions de la Terre Promise dans la Bible sont en fait une description des frontières naturelles (telles que rivières, chaînes de montagnes, etc.) et seuls les noms des frontières ont été modifiés en fonction de besoins secondaires.

## Christianisme

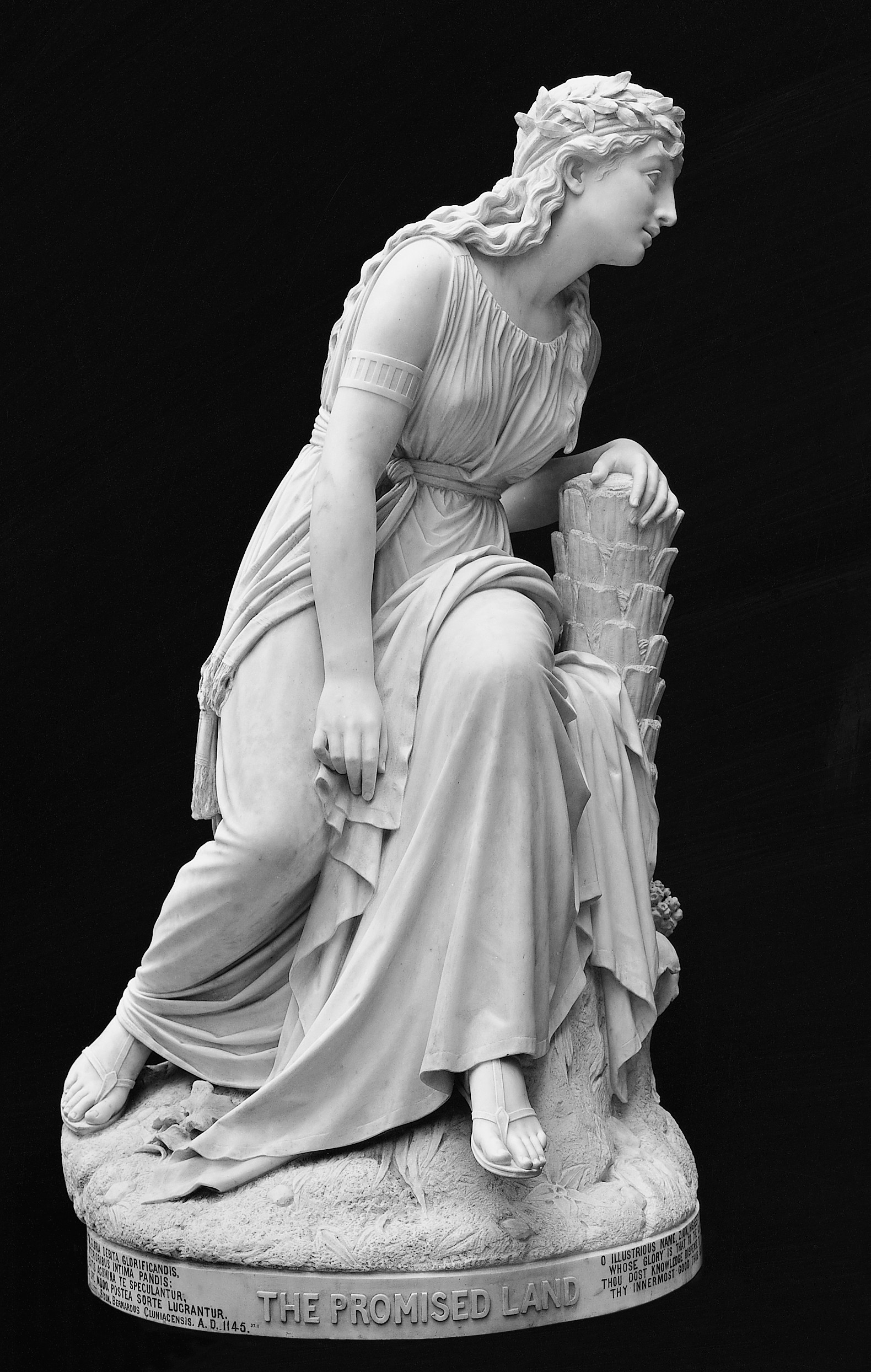
La Terre promise, marbre, F. D. Simmons, 1873

La notion de « Terre promise » est ensuite réinterprétée dans le Nouveau Testament et parfois également utilisée par les chrétiens en référence à la Jérusalem céleste, au paradis, au Royaume des cieux, séjour des âmes sauvées par le sacrifice en Jésus-Christ. L'expression « Terre sainte » peut lui être substituée, en référence à la vie de Jésus en ces lieux - et plus généralement dans les traditions abrahamiques.
Dans l'Épître aux Galates, l'apôtre Paul conteste l'exclusivité de la descendance raciale d'Abraham. Selon lui, les enfants d'Abraham sont les Juifs et les païens qui partagent la foi d'Abraham. Et la promesse de Dieu, note-t-il, vient à Abraham et à sa postérité (au singulier), et cette semence unique est Christ (Gal 3:16). Ainsi, dans la théologie du verus Israel (substitution des Juifs au profit des chrétiens), Jésus-Christ figure le véritable héritier d'Abraham et de ses promesses.
Vers 400, Jérôme de Stridon (Père de l'Église) indique comment délimiter la Terre promise de Moïse à partir du Livre des Nombres (chapitres 34), en actualisant et nommant certains lieux,,.
Au début du Ve siècle, le théologien Augustin d'Hippone soutient dans sa Cité de Dieu que le royaume terrestre ou « charnel » d'Israël a atteint son apogée sous les règnes du roi David et de son fils Salomon. Il poursuit cependant en précisant que cette possession est conditionnelle : « ... la nation hébraïque devait rester sur la même terre par la succession de la postérité dans un état inébranlable même jusqu'à la fin de cet âge mortel, si elle obéissait aux lois du Seigneur son Dieu »

## Islam
Le Coran fait également référence implicite ou explicite à la Terre promise ou à la Terre d'Israël, à plusieurs reprises :
- Dans la sourate Al-A'raf (« Le Purgatoire ») 7:137, concernant les enfants d’Israël[24],[25] : « Et les gens qui étaient opprimés par la servitude (ou « considérés comme faibles », selon Ibn Kathir[26]), Nous les avons fait hériter les contrées orientales et occidentales de la terre que Nous avons bénies [correspondant à la terre d'Israël[24],[27]]. Et la très belle promesse de ton Seigneur sur les enfants d'Israël s'accomplit pour prix de leur endurance[28]. »
- Dans la sourate Al-Ma'ida (« La Table ») 5:21, Moïse dit : « Ô mon peuple, entre dans la terre sainte [correspondant à la terre d'Israël[29],[30]] qu'Allah a décrété pour toi, et ne te rebelle pas à moins que tu ne deviennes perdant ». Cependant, Allah leur interdit ce pays pendant quarante ans « durant lesquels ils erreront sur la terre »[31].
- Dans la sourate Ash-Shu'ara (« Les poètes ») 26:57-59, après que les enfants d'Israël sortirent d'Égypte, Allah leur donna en héritage « des jardins, des sources, des trésors et d'un lieu de séjour agréable », en terre d'Israël[32].
- Dans la sourate L'isrâ' (« Le voyage nocturne ») 17:104 : « ...Nous dîmes aux fils d’Israël : Habitez la terre [correspondant à la terre d'Israël[33]] et lorsque s’accomplira la promesse de la vie future, Nous vous ferons revenir en foule ».
- Dans la sourate Yunus (« Jonas ») 10:93 : « Certes, Nous avons établi les Enfants d'Israël dans un endroit honorable [correspondant à la terre d'Israël[34]], et leur avons attribué comme nourriture de bons aliments... ».
- Dans la sourate Ad-dukhan (« La fumée ») 44:25-28 : « Que de jardins et de sources ils laissèrent [derrière eux], que de champs et de superbes résidences, que de délices au sein desquels ils réjouissaient. Il en fut ainsi et Nous fîmes qu'un autre peuple en hérita », à savoir, les enfants d’Israël, d’après le Tafsîr Al Jalalayn et Ibn Abbâs[35].

Les exégèses (Tafsir) définissent la terre appartenant aux enfants d’Israël comme étant la région de la Palestine,,, comprenant parfois la Jordanie ainsi que parfois la région de Syrie en fonction des moufassirs. Certains commentateurs proposent cependant que les Israélites héritèrent (aussi) de la souveraineté de la terre d'Égypte, en s'appuyant notamment sur la sourate Al-Qasas (« Le récit ») (28:5-6) mais leur interprétation est largement contestée et cette problématique se retrouve dans la sourate Al-Baqara (« La Vache ») (2:61),,.

## Culture populaire
De manière plus générale et par analogie extensive, la « Terre promise » peut aussi figurer tout lieu (ou état, situation) quelquefois idéalisé (d'espoir, d'abondance, de félicité, d'avenir) ou difficile à atteindre, auquel l'Homme rêve d'accéder et perçu comme une récompense ou un dû personnels, ne serait-ce que par le fait d'avoir œuvré pour parvenir jusqu'à lui, l'aboutissement d'une épreuve difficile, avec toujours en arrière-plan la référence à la Terre promise par Dieu.
De nombreuses œuvres artistiques illustrent cette notion : voir l'article Terre promise (homonymie).